# Отщепенец
«Отщепенец» — первая книга романа-трилогии «Блудный сын, или Ойкумена: двадцать лет спустя», входящего в цикл «Ойкумена» Генри Лайона Олди (псевдоним харьковских писателей Дмитрия Громова и Олега Ладыженского).

## Сюжет
В результате случайной связи энергетки-брамайни и телепата с Ларгитаса на свет появляется ребёнок-антис (в мире «Ойкумены» антисы представляют собой версию постчеловека, которую можно сравнить с люденами Стругацких) — невозможное явление, так как в мире «Ойкумены» антисы не рождаются от смешанных браков энергетов и техноложцев. Вокруг загадочного ребёнка-антиса, воспитанного флуктуациями континуума, сталкиваются интересы брамайнов, ларгитасцев, помпилианцев и Совета антисов. Все персонажи романа, большинство из которых присутствовали в более ранних книгах цикла «Ойкумена», встают перед сложным выбором — в частности, антисам приходится пересматривать их нерушимые понятия о нейтралитете (особенно лидеру-антису брамайнов Злюке Кешабу, в душе которого сталкиваются гуманистические взгляды его коллег и сложная этика расы брамайнов). В конце книги мир «Ойкумены» оказывается перед угрозой войны.